# Argyrolepidia figurata
Argyrolepidia figurata är en fjärilsart som beskrevs av Jordan 1912. Argyrolepidia figurata ingår i släktet Argyrolepidia och familjen nattflyn. Inga underarter finns listade i Catalogue of Life.